# 中公文庫
中公文庫（ちゅうこうぶんこ）は、株式会社中央公論新社（読売新聞グループ）が発行している文庫レーベル。

## 沿革と概要
1973年6月、第3次文庫ブームの中で創刊発足した。1971年開始の講談社文庫、1974年に開始した文春文庫とあわせて、当時の文庫ブームを主導した。1980年代後半に文字ポイントを大きくした。カバーを外した表紙には、建築家白井晟一のデザインによる、「CHUOKORON」の文字があしらわれた鳩のイラストが用いられている。1990年代半ば以降は改訂再刊も多数刊行。
自社刊行シリーズでは、『日本の歴史』（改版）、『世界の歴史』（平成版も含め）など、三田村鳶魚の考証物や矢田挿雲『江戸から東京へ』（改版）などの、江戸時代後期から明治維新期の大衆文芸や庶民生活についての著作が充実していることが特徴である。発足初期は『折口信夫全集』も刊行、長年重版した。
大正・昭和期のノンフィクションが多く、石光真清、大庭柯公のロシア事情紹介、徳川義親・阿部知二・西川一三・青木文教らの戦前戦中の東南・中央アジアの探訪記録など、貴重な作品も多数再刊。
高橋是清・牧野伸顕・幣原喜重郎・東郷茂徳・重光葵・吉田茂・有田八郎・石射猪太郎等、政治家・外交官の回想録も改訂再刊。昭和後期の外交官でも東郷文彦・岡崎久彦や、武田龍夫・丹波實なども再刊している。
中公新書で多数重版された書目で、宮崎市定『科挙』、『水滸伝』、会田雄次『アーロン収容所』、野口悠紀雄『「超」整理法』（再訂版）などが文庫再刊。新書版も引き続き重版した。なお児島襄『太平洋戦争』『東京裁判』、江上波夫『騎馬民族国家』の文庫再刊は品切だが、新書は改版し重版。
1993年まで（一部の例外を除き）品切を出さず、解説目録が充実していたことも特筆されるように、過去の作品を大切にする姿勢は、読売新聞グループの新社化にされた2006年末にも、三十数年間の全刊行書を網羅した『中公文庫解説総目録』（ISBN 978-4122047464）を刊行している。なお品切の限定復刊（1991年と翌92年春）および新装改版（2004年から2008年）も行った。

## 中公文庫BIBLIO
中公文庫BIBLIO（ビブリオ）は姉妹レーベル。2001年6月に創刊、2008年3月までに約190冊を刊行した。古今東西の著名作品を、ジャンル別に収録した。新装版は旧版と比べ高価だった。現行版は中公文庫＋同プレミアで新装再刊されている。
ソフトカバーで、装丁の美しさは特筆に値する。本の半分以上を覆う大きな帯紙に書かれた、本文から引用した大きく短い文章が目を引く。主なジャンルは次のとおり。
- 20世紀 - ダライ・ラマ14世やマルコムXやヘンリー・フォードや大杉栄や郭沫若やアルベルト・シュペーアの自伝。

昭和史は、重光葵・幣原喜重郎・岡田啓介・来栖三郎・斎藤隆夫・清瀬一郎・細川護貞等の回顧録・日記の新版。
- 軍事学 - 『孫子』、『戦争論』に加え、『ジョミニ　戦争概論』・『クレフェルト 補給戦』ほかの戦略論・戦術論や従軍戦記も刊行された。チェ・ゲバラ新訳も刊行。
- 失われた世界 - 「マヤ文字を解く」「インカ帝国遠征記」「カルタゴ興亡史」など。
- 仏教 - 大乗仏典シリーズや、仏教史、宗祖の伝記など
- グルメ - 辻静雄、エスコフィエ、ジョエル・ロブション、辻嘉一など
- 探検紀行 - スヴェン・ヘディン、ロアルド・アムンゼンなど
- 東洋史学 - 白川静や宮崎市定の新版など
- 西洋伝記 - アンリ・トロワイヤの著作や、ヴィクトリア女王伝など
- 怪談奇談 - 佐々木喜善など民俗学考察が多い。
- 天文民俗 - 野尻抱影の旧著、『新星座巡礼』『日本の星』『星三百六十五夜』（四分冊）『星の伝説』『続　星の伝説』を一括復刻[2]。

他に江戸東京回想記、山岳登山記、宗教論などがあった。

## 中公文庫コミック版
安彦良和・竹宮惠子・水木しげる・松本零士・里中満智子・藤子不二雄など、多数のマンガ家の著名作品が再刊されている。中央公論新社になってからでも約500冊近くが出された。